# Pueblo Nuevo (distrito)
Pueblo Nuevo é um distrito do Peru, departamento de Lambayeque, localizada na província de Ferreñafe.

## Transporte
O distrito de Pueblo Nuevo é servido pela seguinte rodovia:
- LA-107, que liga a cidade ao distrito de Mochumí
- LA-111, que liga a cidade de Chiclayo ao distrito de Pitipo
- LA-113, que liga a cidade ao distrito de Manuel Antonio Mesones Muro [1][2][3]